# Trofeu Raffaele Marcoli
El Trofeu Raffaele Marcoli és una competició ciclista italiana d'un sol dia que es disputa anualment als voltants de Turbigo a la Província de Milà (Llombardia). Creada el 1967, està reservada a ciclistes amateurs i sub-23.
La cursa homenatja a l'antic ciclista Raffaele Marcoli mort en un accident de trànsit amb només vint-i-sis anys.

## Palmarès parcial
| Any       | Vencedor            | Segon               | Tercer              |
| --------- | ------------------- | ------------------- | ------------------- |
| 1967      | Walter Cozzaglio    |                     |                     |
| 1968      | Giulio Maspero      |                     |                     |
| 1969      | Gaetano Juliano     |                     |                     |
| 1970      | Fiorenzo Ballardin  |                     |                     |
| 1971      | Francesco Moser     |                     |                     |
| 1972      | Elio Parise         |                     |                     |
| 1973      | Aurelio Zacchi      |                     |                     |
| 1974      | Di Lorenzo          |                     |                     |
| 1975      | Agostino Bertagnoli |                     |                     |
| 1976      | Alvaro Crespi       |                     |                     |
| 1977      | Ettore Manenti      |                     |                     |
| 1978      | Silvestro Milani    |                     |                     |
| 1979      | Pierpaolo Prato     |                     |                     |
| 1980      | Ezio Moroni         |                     |                     |
| 1981      | Silvestro Milani    |                     |                     |
| 1982      | Saccani             |                     |                     |
| 1983      | Roberto Amadio      |                     |                     |
| 1984      | Remo Cugole         |                     |                     |
| 1985      | Gianni Rossi        |                     |                     |
| 1986      | Enrico Pezzetti     |                     |                     |
| 1987      | Gianni Bortolazzo   | Franco Toia         | Andrea Gaevini      |
| 1988      | Giovanni Codenotti  |                     |                     |
| 1989      | Enrico Cecchetto    |                     |                     |
| 1990      | Giovanni Lombardi   |                     |                     |
| 1991      | ?                   |                     |                     |
| 1992      | Giancarlo Raimondi  |                     |                     |
| 1993      | Gabriele Rampollo   |                     |                     |
| 1994      | Giancarlo Raimondi  |                     |                     |
| 1995      | Fulvio Frigo        |                     |                     |
| 1996-2000 | ?                   |                     |                     |
| 2001      | Yuriy Metlushenko   | Gerardo Romero      | Giacomo Montanari   |
| 2002      | Andrei Korovine     |                     |                     |
| 2003      | Gabriele Bosisio    |                     |                     |
| 2004      | Marco Cattaneo      |                     |                     |
| 2005      | Daniele Menaspa     | Antonio Bucciero    | Bruno Bertolini     |
| 2006      | Gabriele Orizzonte  | Piergiorgio Camussa | Rafael Infantino    |
| 2007      | Alessandro Raisoni  | Mario Giani         | Andriy Buchko       |
| 2008      | Gianni Mascolo      | Maurizio Anzalone   | Vitaliy Buts        |
| 2009      | Federico Rocchetti  | Manuele Boaro       | Oleksandr Nikolenko |
| 2010      | Oleksandr Polivoda  | Manuel Capillo      | Paul Paganini       |
| 2011      | Giacomo Mossali     | Andrea Di Corrado   | Nathan Pertica      |
| 2012      | Rino Gasparrini     | Ignazio Moser       | Marco Benfatto      |
| 2013      | Marlen Zmorka       | Nicola Rossi        | Luca Pacioni        |
| 2014      | Marlen Zmorka       | Giorgio Bocchiola   | Alberto Tocchella   |
| 2015      | Leonardo Bonifazio  | Seid Lizde          | Umberto Marengo     |
| 2016      | Andrea Toniatti     | Pietro Andreoletti  | Enea Cambianica     |